# 高雄市公車中華幹線
高雄市公車中華幹線（205）是高雄市的一條重要幹線，由港都客運營運，行走加昌站及輕軌夢時代站(統一時代百貨)之間。

## 歷史
- 205路公車最早為5路公車，行駛區間為左營北站－高雄車站，一段票收費。（尖峰時段發車密度曾達5分鐘一班車）
- 後應民代要求，5路公車由左營北站延長行駛至加昌站，改為二段收費，分段點為左營北站，並更名為205路[3]。於2008年7月1日起，配合幹線公車政策，又更名為中華幹線，並延長行駛區間到夢時代。（高雄市政府交通局曾研擬改為三段收費、分段點左營北站、火車站；後來為了增加幹線公車的運量及配合幹線公車政策，訂為一段收費）。
- 公車上方的路線顯示牌（行先板），顯示方式為起始站路線名終點站，205路改名後，中文LED顯示為加昌站中華（上方）幹線（下方）夢時代，英文則顯示205路，配合幹線公車、兩段收費、區間車，亦有顯示中華205幹線、二段中華（上方）幹線（下方）收費、中華205區間。
- 2012年6月21日中華幹線分為南線（205S）、北線（205N）兩線，南線行駛原路線高雄車站－前鎮站，並改由前鎮站發車，北線則行駛原路線高雄車站－加昌站。
- 2012年6月27日中華南、北線改回中華幹線（205路），照原路線行駛加昌站－夢時代。
- 2012年9月1日起再度改為二段收費，分段點為火車站。
- 2013年7月1日起加開中華區間，行駛路線加昌站－高雄火車站。
- 2016年2月16日起，因應國際油價下跌，配合高雄市政府交通局「潛力公車路線加密班次計畫」第二波，加密班次。[4]
- 2016年5月4日起，配合鐵路工程改建局封閉左營地下道，取消停靠「明誠中學(中華)」，增停「明誠中學(美明)」、「美明路」、「紐約57街」、「美術館(明誠四路」、「九如四路口(逢甲路)」、「銘傳路口(九如四路)」、「前鋒社區」，行駛動線更改為「原路線(中華一路)-美明路-美術東二路-明誠四路-逢甲路-九如四路-原路線(左營大路)」。
- 2018年4月1日起，因應左營地下道重新開放通行，本路線恢復原線行駛，改線期間行駛路段改開闢紅25路(左營南站－高雄車站)行駛，該路線行駛之其他路段皆與本路線相同。
- 2019年4月1日起，去程於「高雄火車站(同愛街口)」與「七賢二路」站間新設「高雄火車站(捷運高雄車站)」(D區)。
- 2020年8月31日起，返程新設「臺鐵三塊厝站（中華路）」。
- 2021年8月30日起，區間路線停駛。
- 2021年9月1日起，「高雄火車站（捷運高雄車站）」更名為「高雄車站（中山路）」、「高雄火車站（同愛街口）」更名為「高雄車站（建國路）」、「林森路口」站更名為「建國林森路口」。
- 2021年12月20日起，新設「臺鐵內惟站（中華一路）」。

## 路線基本資料
全程行車里數約18.6公里，行車時間離峰約1小時，尖峰1小時15分。
從加昌站起，沿著加宏路、後昌路、左楠路、左營大路、中華路、建國路、中山路（去程，回程為林森路）、七賢路、中華路，最後單向行駛凱旋路、成功路、正勤路，接回中華路回程。

## 歷史配車

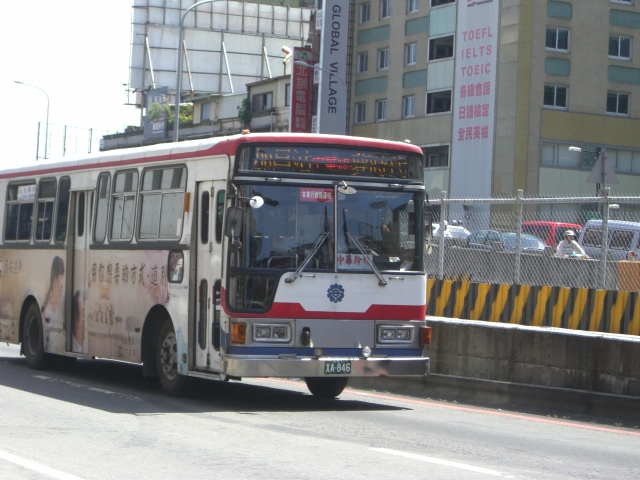
中華幹線經過中博高架橋旁（本車已報廢）

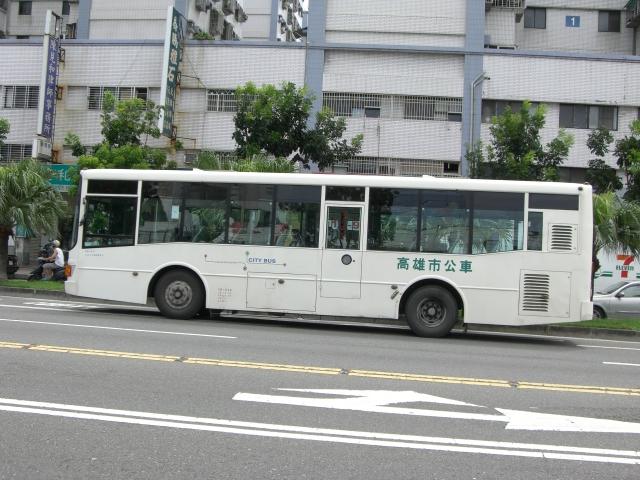
中華幹線經過正勤社區站(側面)

## 停站
參見右側路線圖

## 轉乘捷運車站
| 路線                 | 編號 | 捷運車站名稱             | 捷運車站名稱 | 公車站牌                   | 公車站牌 | 備註                                 |
| -------------------- | ---- | ------------------------ | ------------ | -------------------------- | -------- | ------------------------------------ |
| 紅線                 |      |                          |              |                            |          |                                      |
|                      | R9   | 中央公園                 |              | 中央公園                   |          | 站牌位於中華三路上，需步行至中山一路 |
|                      | R11  | 高雄車站                 |              | 高雄車站（建國路）         |          |                                      |
| 高雄車站（中山路）   | R11  | 高雄車站                 |              |                            |          |                                      |
| 建國林森路口         | R11  | 高雄車站                 |              |                            |          |                                      |
|                      | R17  | 世運／國家體育園區       |              | 捷運世運站（左楠路）       |          |                                      |
| 煉油廠（捷運世運站） | R17  | 世運／國家體育園區       |              |                            |          |                                      |
|                      | R18  | 油廠國小（中山大學附中） |              | 後昌路（左楠路口）         |          |                                      |
| 橘線                 |      |                          |              |                            |          |                                      |
|                      | O4   | 前金                     |              | 小圓環                     |          |                                      |
| 環狀線               |      |                          |              |                            |          |                                      |
|                      | C5   | 夢時代                   |              | 輕軌夢時代站(統一時代百貨) |          |                                      |
|                      | C6   | 經貿園區                 |              | 輕軌經貿園區站             |          |                                      |
|                      | C22  | 聯合醫院                 |              | 市立聯合醫院               |          |                                      |